# Мускрон
Мускро́н (нід. Moeskroen, нід. Moeskroen, пік. Moucron) — місто Валлонії та комуна, розташована в бельгійській провінції Ено, уздовж кордону з французьким містом Туркуен, що входить до комуни Лілль.
Муніципалітет Мускрон включає такі давні комуни Доттінейс (Dottenijs), Луїнгне і Херсоу (Herzeeuw). Кортрейк, у Фландрії, розташована на північ від Мускрона.

## Історія

### Середньовіччя

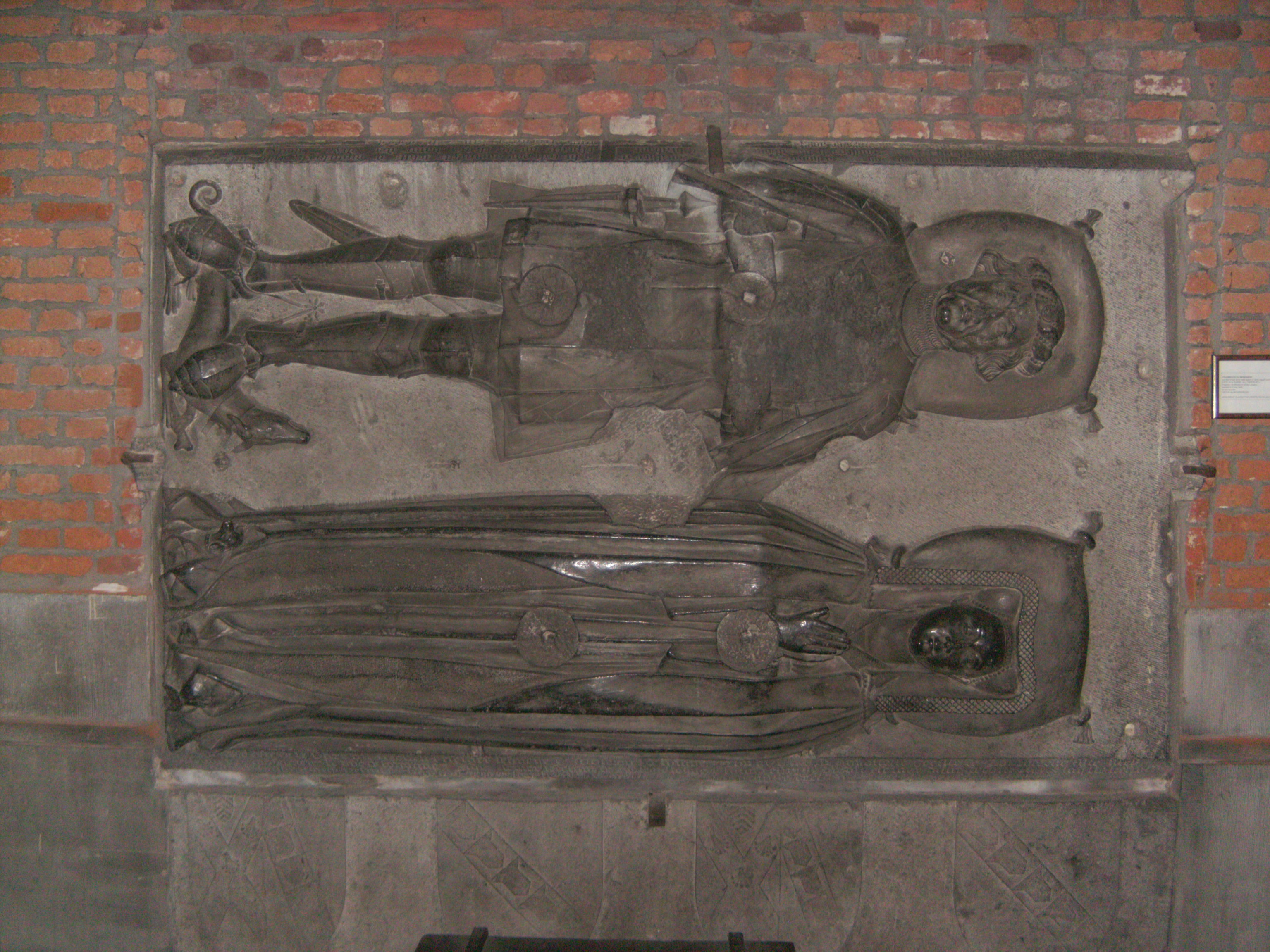
Поховальний пам'ятник Осте де ла Барре, лорда Мускрона (1380—1446 рр.) та його дружини Сейлі де Муркерке (1400—1462 рр.) — Церква св. Варфоломія

Декілька археологічних знахідок цього району підтверджують існування поселень за римських часів. Назва Доттінейса — комуни, що наразі входить до Мускрона  – з'явилася вперше у 9 столітті, тоді як сам Мускрон з'явився лише у 1060 році. В 1066 році, Бодуен V Фландрський передав місцеві будівлі та території в майно церкві Приморської Сени у Ліллі. У 1149 році право збирати десятину в районі Мускрона частково було надано абатству святого Мартіна в Турне, частково перейшло до глави Турнеського собору. 1178 року права на сусідні селища Луїнгне та Херсоу (нині частина Мускрона) були також передані Турнеському собору.

### XVI—XVIII сторіччя
Мускрон та прилеглі території стали французькими після підписання першого Аахенського мирного договіру (1668 р.). Завдяки застосуванню Ліллем заборони на виготовлення тканини з суміші льону та вовни в Рубе та Туркуені, у Мускроні в 1760-х роках розпочалося виробництво текстилю. 

### XIX і XX сторіччя
На початку 19 сторіччя процвітала текстильна промисловість. Бавовна була одним із основних матеріалів у виробництві. В 1963 році Мускрон був перенесений з провінції Західної Фландрії, до провінції Ено. Мускорон був офіційно проголошений містом у 1986 році.

## Пам'ятки
- Мерія та центральна площа.

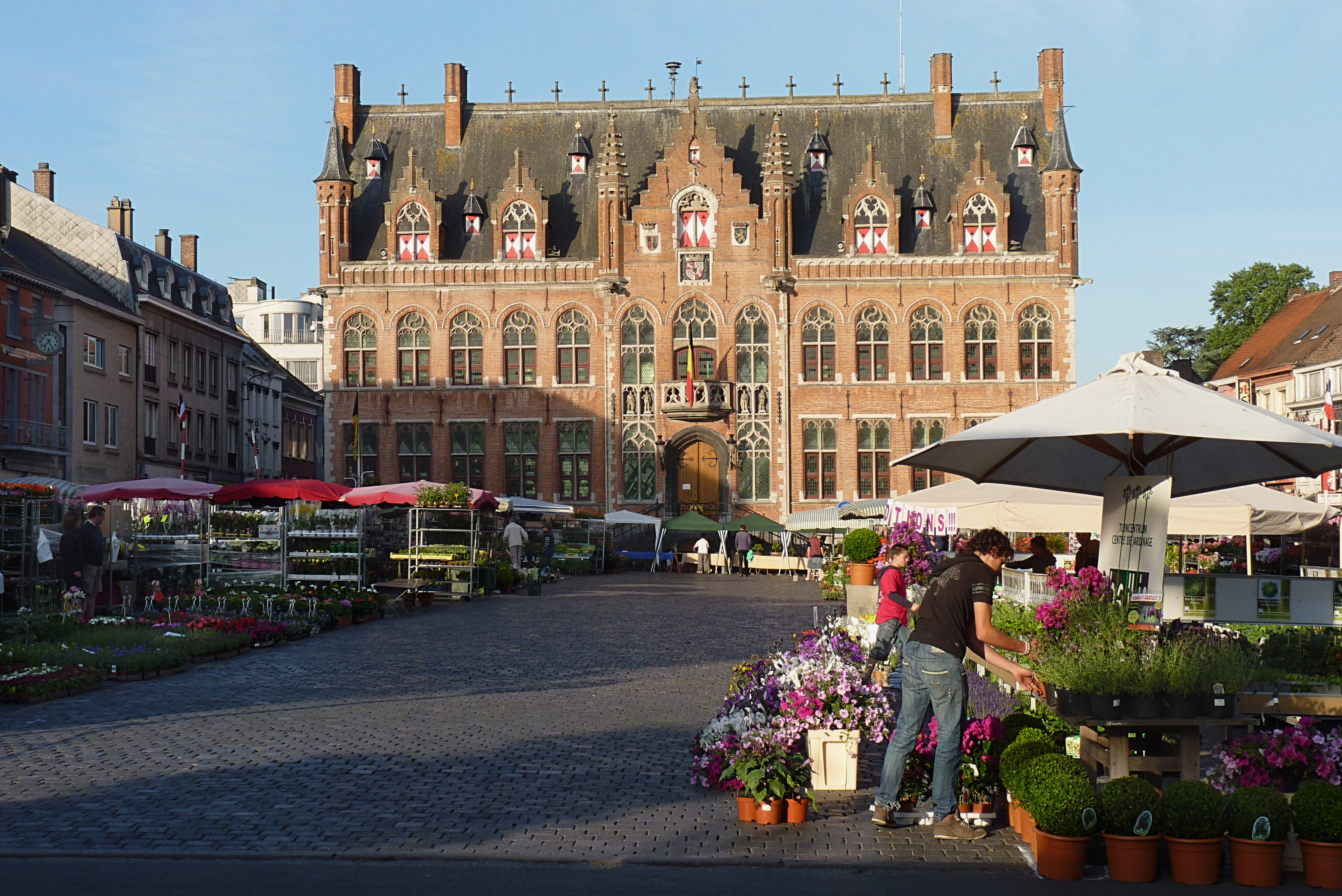
Мерія Мускрона

- Середньовічний замок, відомий як Château des Comtes, який все ще можна відвідати. Найдавніші частини замку датуються 15 сторіччям.
- Громадський парк Мускрона, що з'явився у 1930-х роках. З його ставками та зеленими галявинами він перетворився на один з найгарніших парків країни.

## Свята
- День руки (фр. Fête de la Main) бере свою назву з мідної руки, можливо, символу братства, який знаходиться на дзвіниці церкви Доттінейс. Проходить у вересні.
- Щорічний різдвяний ярмарок на центральній площі.
- Щорічний благодійний захід vingt-quatre heure de Mouscron, який проходить у вересні. В ньому беруть участь групи людей працездатного віку, які біжать навколо міста протягом 24 годин.

## Люди народжені в Мускроні
- Філіпп Адамс — автогонщик Формули-1 (20 століття)
- Стід Мальбранк — футболіст (20 століття)
- Еліза Кромбез — супермодель (20 століття)
- Луї-Філіп Лонке — дослідник, мандрівник та мотиваційний спікер (20 століття, член клубу The Explorers Club)
- Максим Лестьєнн — бельгійський футболіст, нападник клубу «Рубін» (21 століття)

## Міста-побратими
- Льєвен, Па-де-Кале, О-де-Франс, Франція
- Фекам, Приморська Сена, Нормандія, Франція
- Райнфельден, Баден-Вюртемберг, Німеччина
- Баррі, Долина Гламорган, Уельс, Велика Британія